# Орава (річка)

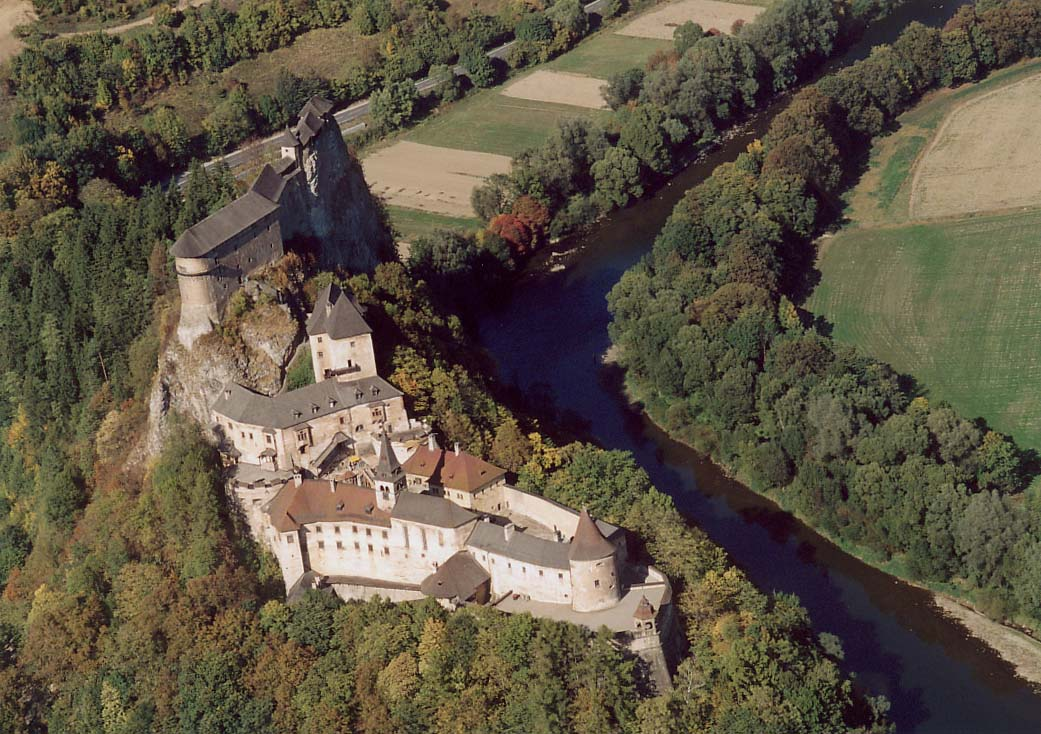
Річка Орава в околицях замку Оравський Град

Ора́ва (угор. Árva,нім. Arwa,пол. Orawa) — річка у Словаччині, права притока Вагу. Починається із Оравського водосховища, яке утворене злиттям річок Білої та Чорної Орави (координати 49°22′37″ пн. ш. 19°33′26″ сх. д. / 49.37694° пн. ш. 19.55722° сх. д., 601 м над рівнем моря). Впадає в Ваг, поблизу села Кральовани, округу Дольни Кубін (координати 49°9′12.5″ пн. ш. 19°8′26″ сх. д. / 49.153472° пн. ш. 19.14056° сх. д., 430,7 м над рівнем моря).
Довжина 60 км, сточище 1 992 км², середня витрата води в гирлі 34,4 м³/с.